# Složitý právní případ
Složitý právní případ je právní případ, při jehož řešení vzniká obtížný argumentační problém či zásadní nejasnost ohledně správné aplikace zákonů.
Rozlišování na složité (hard cases) a jednoduché (easy cases) právní případy má svůj původ v zemích s právním systémem common law, avšak v posledních letech se stejně dobře uplatňuje i v českém právním prostředí. 

## Definice
Termín "složitý právní případ" není synonymem pro kauzu obtížnější, časově či materiálně náročnější anebo mimořádně rozsáhlejší v porovnání s ostatními běžnými kauzami, rozhodovanými obecnými soudy. Složitým právním případem nemusí být vždy dokonce ani případ soudy ještě nerozhodovaný, precedentní. 
Složitost právního případu spočívá v určité kvalitě (hloubce), a nikoli kvantitě, problému, při jehož řešení (interpretaci právního jednání a výkladu a aplikaci příslušného právního předpisu) selhávají, resp. k jehož řešení již nepostačují, standardní interpretační a aplikační postupy. Složitý právní případ je tedy takový právní případ, při jehož řešení vzniká obtížný argumentační problém, nejasnost a dost často i pochybnost o správnosti dosavadního výkladu právního jednání anebo interpretaci či aplikaci právního předpisu. Naopak jednoduchý právní případ je takový, kdy jsou právo, nárok nebo povinnost natolik jasné a zřejmé, že takový případ může být rozhodnut víceméně mechanicky bez užití složitých výkladových pomůcek.
Složitý právní případ pochopitelně musí být kvůli věcné a funkční příslušnosti soudů od počátku projednáván nejprve před soudy nižších instancí. Nelze proto tvrdit, že soudy nižších instancí projednávají vždycky jen jednoduché právní případy. V důsledku řádných a mimořádných opravných prostředků mohou složitý právní případ projednat vyšší a nakonec i nejvyšší soudní instance, jejichž činnost je již ze své povahy zaměřena na sjednocování rozhodovací činnosti soudní soustavy, a proto by měla spočívat v přezkumu složitého právního případu jeho poměřováním (testem) dostupnou ustálenou judikaturou (existuje-li), ve vyšší míře zobecnění daného právního problému (abstrakcí), aplikaci ústavně-právních principů a zásad a právně-filosofických východisek vůbec, kdy doslovné znění aplikovaného právního předpisu zpravidla ustupuje jeho smyslu a účelu.
Vymezením složitého právního případu se ve své judikatuře zabýval Nejvyšší správní soud. Dovodil, že "...složitými případy jsou typicky případy, kdy ustanovení právních předpisů připouštějí různý výklad, kdy jednoznačný výklad není možný za použití standardních interpretačních pravidel, případy rozporu aplikované právní normy v jejím apriorním významu s jinou normou, či případy kdy vzniká napětí mezi funkcionálním smyslem práva a doslovným významem textu (srov. Kühn, Z., Aplikace práva ve složitých případech, Karolinum, Praha, 2002, s. 45). Složité případy aplikace práva jsou tudíž charakterizovány tím, že odpověď na otázku quid juris nemůže být nalezena v pouhém textu zákona, popř. vyvoditelná jednoduchou mechanickou cestou z textu zákona nebo jiného institucionalizovaného pramene práva (zejména aplikací logických a právně metodologických pravidel). Nezbytné jsou naopak teleologické, principiální a hodnotové úvahy, které nejsou samy o sobě vyvoditelné z jakéhokoliv autoritativního materiálu, přičemž čelné místo zde hrají právní principy a jiné právní standardy...“
Lze tedy uzavřít, že právní teorie a praxe pokládají právní případ za složitý, jestliže:
1. aplikovaná ustanovení právního předpisu připouštějí různý výklad,
2. standardní interpretační pravidla nevedou k podání jednoznačného výkladu,
3. aplikovaná ustanovení právního předpisu kolidují s ustanoveními jiného právního předpisu,
4. smysl aplikovaného ustanovení právního předpisu koliduje s jeho doslovným významem.